# Guiyang Olympic Sports Center Stadium
Guiyang Olympic Sports Center Stadium – wielofunkcyjny stadion w Guiyang, w Chinach. Został otwarty w 2011 roku. Obiekt może pomieścić 51 636 widzów. Swoje spotkania rozgrywają na nim piłkarze klubu Guizhou Renhe.